# Bundesstraße 56
Pour les articles homonymes, voir B56 et Route 56.
La Bundesstraße 56 (abrégé en B 56) est une Bundesstraße reliant la frontière néerlandaise, près de Selfkant, à Gummersbach.

## Localités traversées
- Selfkant
- Geilenkirchen
- Juliers
- Düren
- Froitzheim
- Zülpich
- Euskirchen
- Bonn
- Siegburg
- Much
- Gummersbach

## Bundesstraße 56n
La route fédérale 56 est complétée par des sections nommées B 56n dont :
- une section de 8,8 kilomètres, ouverte en mai 2017, assurant la liaison entre l'A2 néerlandaise et l'A46 allemande, en passant à proximité de Gangelt, de Selfkant et de la ville de Heinsberg[1] ;
- quatre kilomètres de contournement de Soller-Frangenheim vers Vettweiß, ouverts à la circulation en octobre 2020[2] ;
- sept kilomètres entre Zülpich et l'échangeur d'Euskirchen avec l'autoroute 1.